# Wandelhalle (Bad Mergentheim)

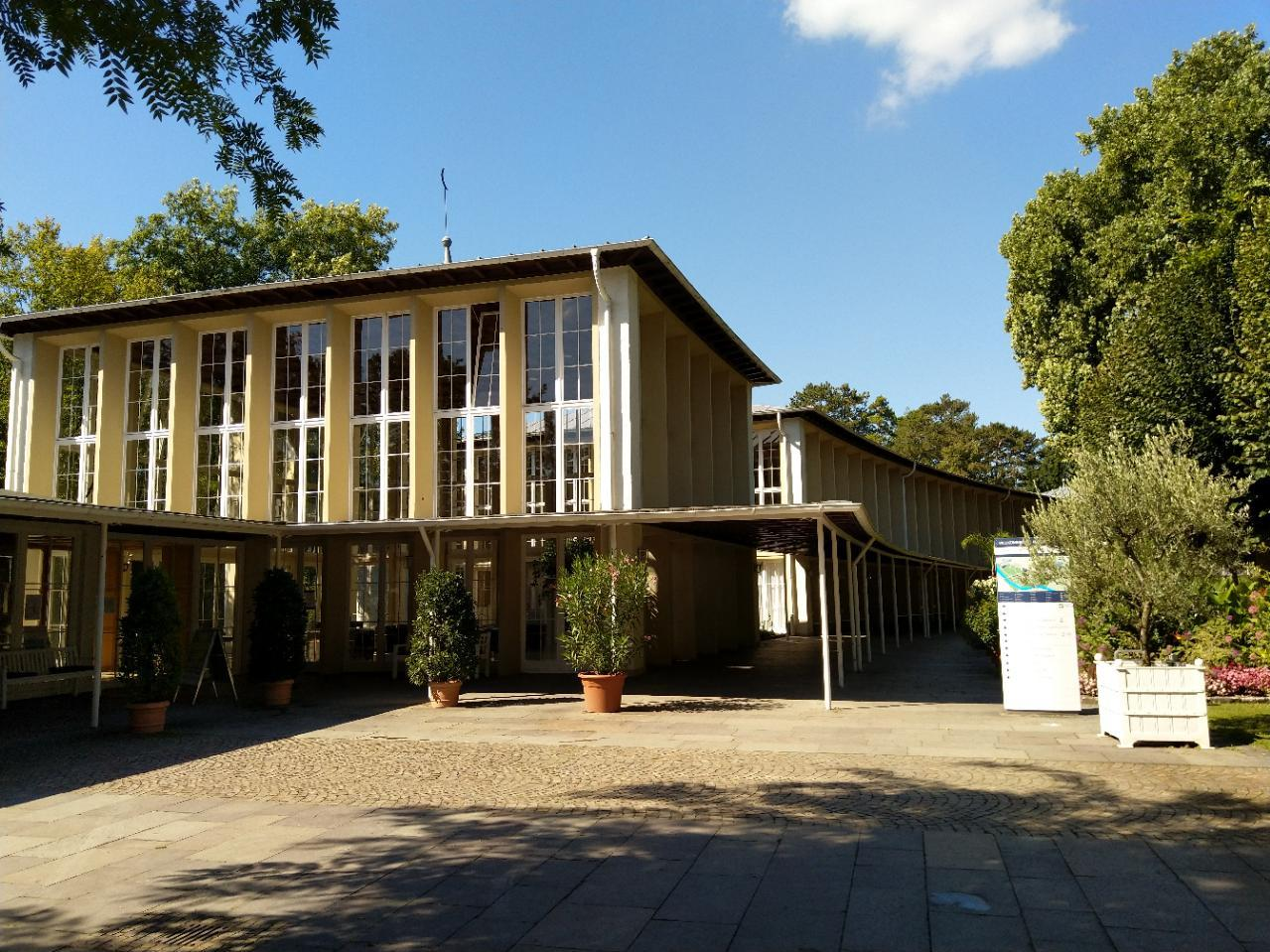
Die Wandelhalle im Jahr 2020

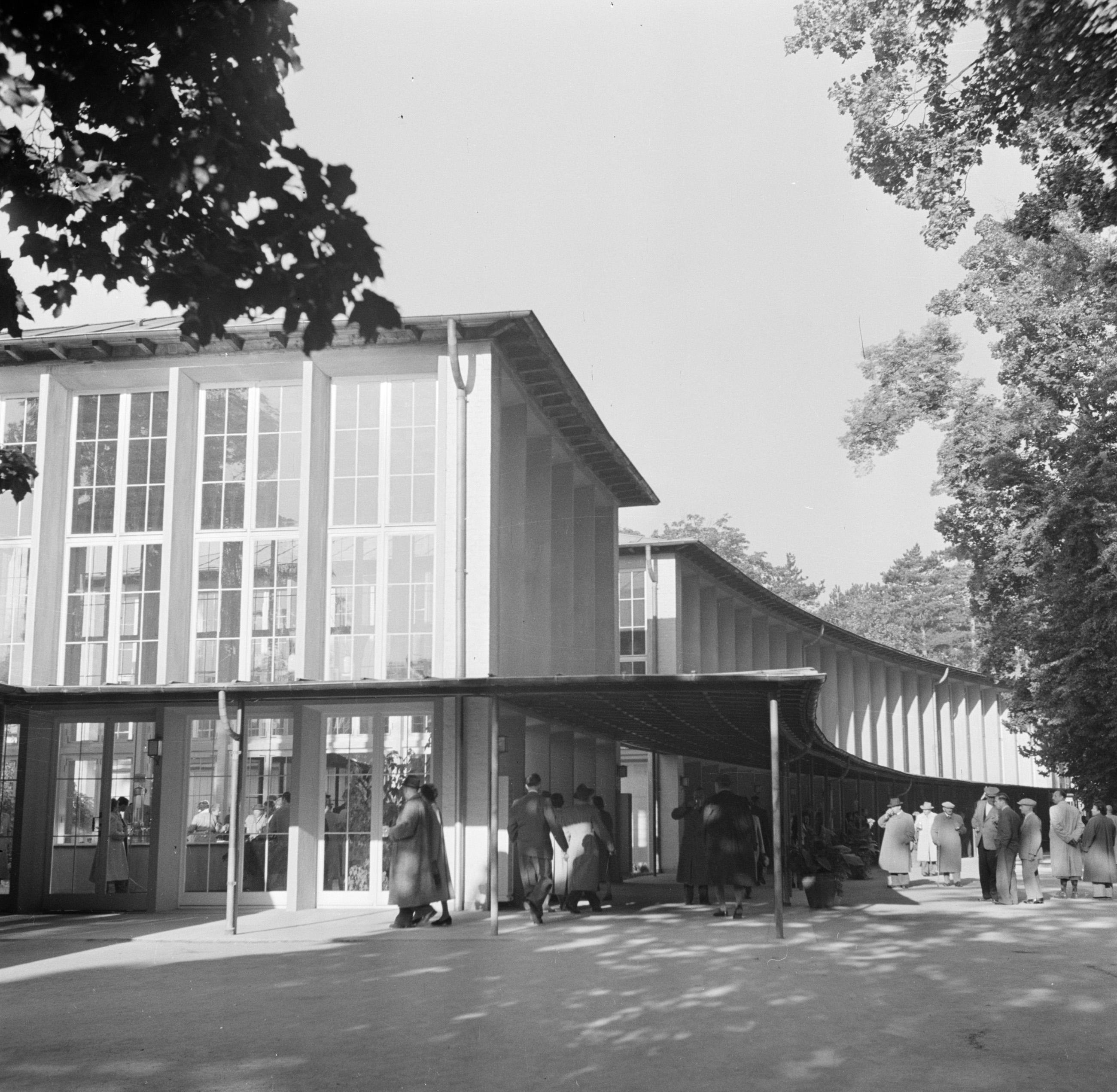
Wandelhalle im Jahr 1953

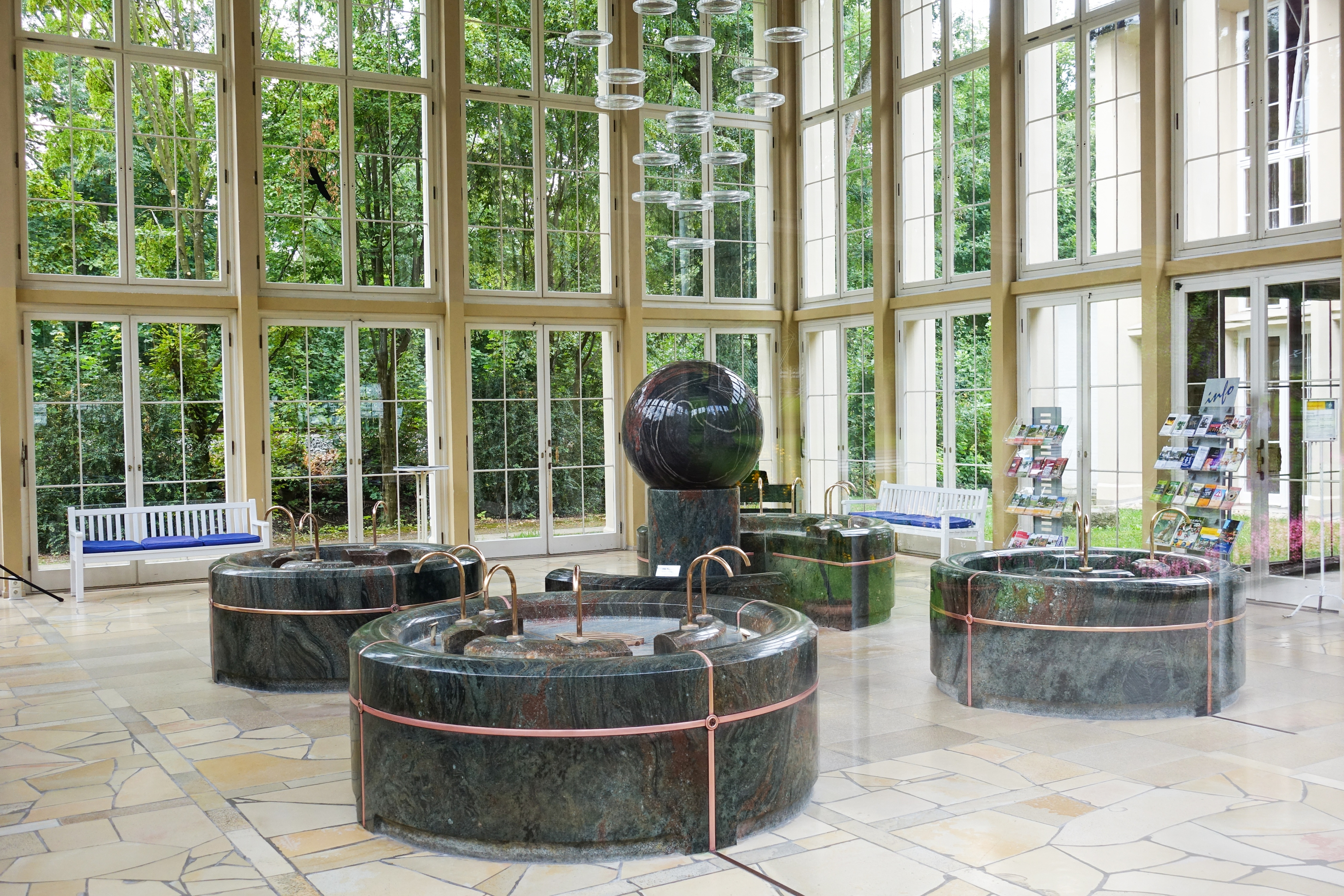
Innenraum mit Brunnen

Die Wandelhalle der Kuranlage Karlsbad (Hausnummer 25) ist ein geschütztes Kulturdenkmal von besonderer Bedeutung in der baden-württembergischen Stadt Bad Mergentheim.

## Architektur und Beschreibung
Das Gebäude wurde 1934/35 vom Architekten Eduard Krüger zwischen den einige Jahre früher errichteten Gebäuden des Parkhotels und des Trinktempels erbaut. Stilistisch steht sie zwischen der traditionellen Heimatschutzarchitektur und dem Neuen Bauen.
Das Gebäude mit leicht gebogenem Grundriss besteht aus der eigentlichen Halle und zwei flankierenden Brunnenhäusern. Alle drei Gebäudeteile sind als Skelettbau mit schmalen Eisenbetonstützen und dazwischenliegenden Glasflächen mit Zeltdach ausgeführt. Sie sind durch niedrigere Zwischenbauten verbunden. Auf der Rückseite der Wandelhalle befindet sich ein kleinerer Anbau mit Pultdach. Auf der Nordseite sind die Gebäude durch einen zum Kurpark hin offenen Wandelgang verbunden. Innen sind die Gebäude mit Holzkassettendecken und mit Steinplatten gepflasterten Böden ausgestattet. Östlich des Gebäudekomplexes wurde zusammen mit der Wandelhalle ein Musikpavillon errichtet.
Das Gebäude gilt als ein Schlüsselwerk des Architekten Krüger und wurde bereits kurz nach der Fertigstellung in der Fachliteratur gewürdigt. Es gilt als bedeutend für die Entwicklung des Kurwesens in der Zeit zwischen den Weltkriegen. Das Gebäude wurde zuletzt 1991 saniert und verändert.
Eine umfassende Instandsetzung begann im April 2024. Bis 2026 soll die mit 20 Millionen Euro kalkulierte Sanierung abgeschlossen sein.